# Siphocampylus sonchifolius
Siphocampylus sonchifolius là loài thực vật có hoa trong họ Hoa chuông. Loài này được (Sw.) McVaugh miêu tả khoa học đầu tiên năm 1943.